# Кабаненко Ігор Васильович
І́гор Васи́льович Кабане́нко (нар. 4 жовтня 1960, Сєвєроморськ, СРСР) — український військовий моряк, адмірал Військово-Морських Сил ЗС України, в минулому перший заступник головнокомандувача ВМС ЗСУ та радник-посланник Місії України при НАТО у Міністерстві закордонних справ України. Заступник Міністра оборони України (2014).

## Життєпис
Ігор Кабаненко народився у Сєвєроморську.Офіцерську службу розпочав на посаді помічника командира ракетного катера Чорноморського флоту. Подальшу службу проходив на посадах начальників штабів — спочатку був заступником командира дивізіону ракетних катерів, а згодом — заступником командира дивізіону малих ракетних кораблів.

### Освіта
У 1983 році закінчив Чорноморське вище військове морське училище. У 2002 році І. Кабаненко закінчив факультет підготовки фахівців оперативно-стратегічного рівня Національної академії оборони України. Пройшов курсове навчання у Європейському центрі вивчення проблем безпеки (2004, Гарміш-Партенкірхен, Німеччина), Оборонному інституті іноземних мов (2005, Сан-Антоніо, США), Оборонному коледжі НАТО (2006, Рим, Італія), Азійсько-Тихоокеанському центрі вивчення питань безпеки (2008, Гаваї, США).

### Кар'єра
Після закінчення Військово-морської академії імені П. Г. Кузнецова у 1993 році служив у штабах Військово-Морських Силах ЗС України, займаючи посади старшого офіцера управління оперативної та бойової підготовки штабу, начальника відділу управління бойової підготовки військових навчальних закладів штабу та заступника командира Південного морського району.
2002 році його було призначено на посаду начальника оперативного управління (заступника начальника Головного штабу Командування ВМС ЗС України), яку він обіймав до 2003 року після чого був призначений начальником Головного штабу — першим заступником головнокомандувача ВМС ЗС України.
У 2006 році Ігоря Кабаненка було призначено радником-посланцем місії України при НАТО у Міністерстві закордонних справ України. Наприкінці 2007 року міністр оборони Анатолій Гриценко провів масову ротацію вищого керівництва ЗСУ, згідно з якою Кабаненко обійняв посаду начальника Головного оперативного управління Генерального штабу ЗС України. 20 серпня 2008 року Ігорю Кабаненку було присвоєне звання віце-адмірала. 
У 2012 році отримав ступінь кандидата наук в галузі управління ризиками та вирішення конфліктів.
У квітні 2012 року віце-адмірала Кабаненка було призначено на посаду першого заступника начальника Генерального штабу ЗС України, а 6 грудня того ж року він був представлений до чергово звання адмірала. З 23 вересня по 7 жовтня 2013 року співробітниками СБУ проводилася перевірка стану охорони державної таємниці в підрозділах Генерального штабу Збройних Сил України та підпорядкованих йому органах військового управління, за результатами якої Ігоря Кабаненка було позбавлено доступу до держтаємниці у зв'язку з підозрою в порушенні режиму секретності. 15 листопада того ж року Міністерство оборони скасувало рішення про видачу Кабаненку службового житла в Києві за результатами службової перевірки. За даними ЗМІ ця квартира мала стати п'ятою, що її отримав би Кабаненко за державний рахунок. 10 грудня 2013 року президент України Віктор Янукович звільнив адмірала Кабаненка з військової служби в запас за станом здоров'я з правом носіння військової форми одягу.
З 23 квітня до 16 жовтня 2014 — заступник Міністра оборони України.
Президент Української агенції з перспективних науково-технічних розробок UA.RPA. Асоційований експерт Центру досліджень армії, конверсії та роззброєння, Центру досліджень Росії.

## Нагороди та відзнаки
- Орден Богдана Хмельницького III ступеня (2009)[13]
- Медаль «За військову службу Україні» (1997)
- Медаль «10 років Збройним Силам України»
- Медаль «15 років Збройним Силам України»
- Відзнака «Ветеран військової служби»
- Відзнака «Знак пошани»
- Нагрудний знак «За доблесну військову службу Батьківщині»
- Медаль «За бездоганну службу» II ступеня (СРСР)
- Медаль «За бездоганну службу» III ступеня (СРСР)